# Округ Мериведер (Џорџија)
Мериведер (енгл. Meriwether County) је округ у америчкој савезној држави Џорџија.

## Демографија
По попису из 2010. године број становника је 21.992, што је 542 (-2,4%) становника мање 2000. године.
| Група             | 2000.          | 2010.          |
| Белци             | 12.579 (55,8%) | 12.606 (57,3%) |
| Афроамериканци    | 9.512 (42,2%)  | 8.605 (39,1%)  |
| Азијати           | 54 (0,2%)      | 141 (0,6%)     |
| Хиспаноамериканци | 191 (0,8%)     | 347 (1,6%)     |
| Укупно            | 22.534         | 21.992         |